# Halte Wemeldinge
Wemeldinge (telegrafische verkorting Wmg) is een voormalige halte aan de tramlijn tussen Goes en Wemelinge van de voormalige Spoorweg-Maatschappij Zuid-Beveland in de provincie Zeeland.
Het station werd geopend op 19 mei 1927 en gesloten op 15 mei 1934.
0: Goes · 1: Kloetinge Postweg · 2: Kloetinge · 4: Dopweg · 5: Kattendijke · 6: Oude Polderweg · 7: Wemeldinge Zandweg · 8: Wemeldinge